# Vayera
Vayera (וירא – Héb. "Et Il apparut", premier mot de la parasha) est la quatrième section hebdomadaire du cycle annuel de lecture de la Torah selon le judaïsme. Elle se compose de Genèse 18:1–22:24. Les Juifs de la Diaspora le lisent le quatrième Shabbat suivant Sim'hat Torah, généralement en octobre ou en novembre.

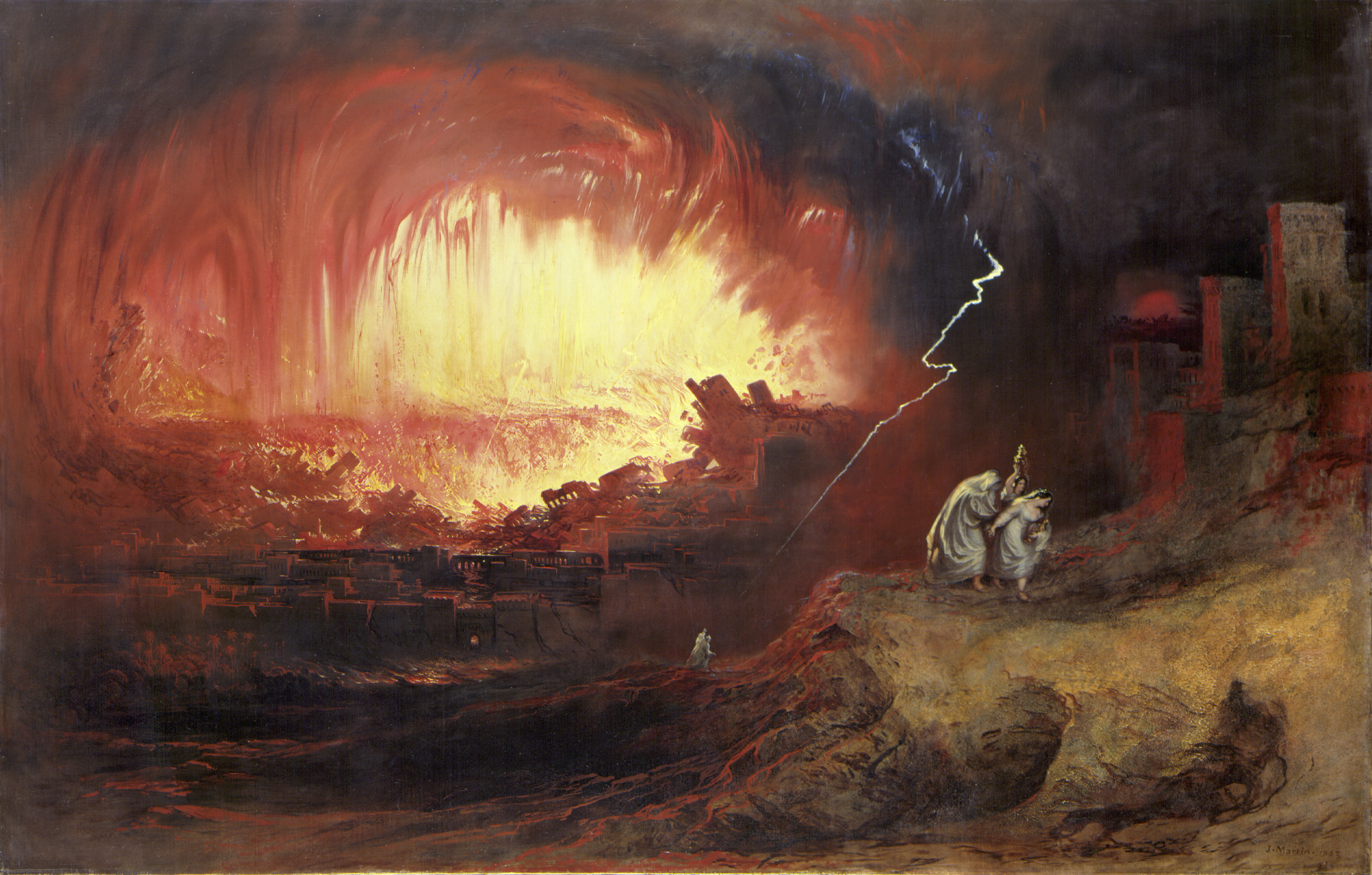
la destruction de Sodome et Gomorrhe, vue par John Martin

## Résumé
Dieu apparaît à Abraham, fraîchement circoncis. Il accueille trois hommes, en réalité trois anges, dont l'un pour lui annoncer la naissance de son fils Isaac et deux pour détruire les villes voisines de Sodome et Gomorrhe. Abraham plaide en faveur des deux villes, obtenant qu'elles soient sauvées s'il s'y trouve dix justes. Cependant, seul Loth accueille les visiteurs avec hospitalité, ce qui lui vaut l'hostilité de la foule. Les anges sauvent Loth et ses deux filles tandis qu'un déluge de feu et de soufre s'abat sur les villes. Loth se réfugie à Tsoar puis dans une caverne, où ses filles ne rencontrant pas d'homme, le saoûlent et s'accouplent à lui. De ces relations incestueuses naîtront Moab et Ammon.
Abraham s'installe chez Abimelekh roi des Philistins, où Sarah est convoitée une fois de plus par le potentat local. C'est là que naît Isaac. Sarah obtient d'Abraham le renvoi de Hagar et son fils Ismaël, qui manquent de mourir dans le désert, mais Dieu leur dévoile une source d'eau. Ismaël s'installe dans le désert de Paran.
Dieu éprouve Abraham en lui demandant de Lui présenter Isaac. Abraham s'exécute, mais au moment où il a lié Isaac sur l'autel et s'apprête à le sacrifier, un ange l'arrête.
On annonce à Abraham la naissance de Rivka.

### Divisions de la parasha lors de la lecture synagogale du chabbat
La lecture de la parasha à la synagogue le chabbat est traditionnellement divisée en sept sections, pour lesquelles un membre différent de la congrégation est appelé à lire. La première lecture, le rishon, échoit traditionnellement à un cohen, la seconde, appelée sheni, à un levi, les suivantes à un israël (ni cohen ni levi). La septième section comporte une sous-section, le maftir, qui est lu par la personne qui lira ensuite la haftara.
Les sections de la parashat Vayera sont:
- rishon: Gn18/1—14

Visite de l’Eternel à Avraham assis devant sa tente lorsque trois hommes se présentent devant lui. Hospitalité d’Avraham. L’Annonce faite à Sarah. Sarah en rit en raison de son âge et de celui de son mari.
- sheni: Gn18/15—33

Avraham informé de la destruction de Sodome et ‘Amora, Il essaye d’en dissuader l’Éternel en invoquant son sens de la justice. Peut-être des justes se trouvent–ils dans la ville !
- shlishi: Gn 19/1–20

Les deux anges arrivent à Sodome. Hospitalité de Loth. Les hommes de Sodome réclament les hôtes de Loth. Les anges annoncent la destruction de Sodome et pressent Loth et sa famille de fuir la ville
- revi'i: Gn 19/21—21/4

Sodome et 'Amora sont détruites. La femme de Loth est changée en statue de sel. Les filles de Loth réfugiées avec leur père à Tsoar, se croient seules au monde et s’unissent à leur père pour perpétuer la race humaine. Sarah enlevée par Avimélekh. Avraham s’excuse d’avoir dissimulé la vérité pour sauver sa vie. Naissance d’Ytshaq. Il est circoncis à l’âge de huit jours.
- hamichi : Gn 21/5—21

Sarah fait renvoyer Hagar qui s’installe dans le désert de Beer Cheva. Bénédiction donnée par l’ange à Ismaël
- shishi: Gn 21/22—34

Alliance entre Avraham et Avimélekh à la suite des puits creusés par Avraham et dont s’étaient emparés les serviteurs d’Avimélekh. Origine du nom de la ville de Beer-Sheva
- shevi'i: Gn 22/1—24

Aqédat Ytshaq. Ligature d’Ytshaq. Avraham reçoit l’ordre de sacrifier son fils. En fait la formulation de l’ordre reçu par Avraham est ambigüe, car l’Eternel lui dit « Veh’aléhou le’olah » qui peut signifier « fais le monter » ou « offre le en holocauste ». Avraham triomphe de l’épreuve en conservant toute sa foi en l’Eternel et devient ainsi source de bénédictions pour toutes les nations.
- - maftir: Gn 22/20—24

Naissance de Rivka bat Betouel (future épouse de Ytshaq)

### Divisions de la parasha lors de la lecture synagogale du lundi et du jeudi
Une lecture publique de la parasha fut instaurée par Ezra le Scribe le lundi et le jeudi à la synagogue. Cette lecture, sensiblement plus courte, ne comprend que trois sections, la première réservée au cohen, la seconde au levi, la troisième à un israël
- Section du cohen: Bereshit[3]
- Section du levi: Bereshit[3]
- Section de l'israël: Bereshit[3]

### Maqam
Un maqam est un système de modes musicaux utilisé dans la musique arabe mélodique classique. Les juifs originaires des pays orientaux (Afrique du Nord, Syrie) s'en sont inspirés, et adaptent la mélodie de la liturgie du Shabbat en fonction du contenu de la parasha de cette semaine. Ils emploient 10 maqam différents, possédant chacun son usage propre.
Le maqam utilisé lors du sabbath au cours duquel on lit la parashat Lekh Lekha est le Maqam Rahawi Nawah, symbolisant une fin, ici celle de Sodome.

## Vayera dans la tradition rabbinique
La Mishna enseigne qu'Abraham a subi dix épreuves (dont plusieurs dans cette parasha), et les soutint toutes. (Avot 5:3.)
La Tosefta enseigne que Dieu récompensa mesure pour mesure les bonnes actions d'Abraham, particulièrement son hospitalité (dans Gn 18,2–16) avec des bénéfices pour les descendants d'Abraham, les Israélites (Tosefta Sota 4:1–6.)
Rabbi Eliezer enseigne que Loth ne vivait à Sodome que sur base de sa fortune, mais le Rabbi déduit de Gn 19,22 que Loth quitta Sodome les mains vides avec les anges qui lui dirent “C'est [bien] assez que tu t'échappes avec ta vie.” Le Sage conclut que l'expérience de Loth prouve l'aphorisme (énoncé dans la Mishna de Sanhédrin 10:5) que la propriété du méchant, qu'elle soit à l'intérieur ou à l'extérieur de la ville, sera perdue (Tosefta Sanhedrin 14:4.)
Rabbi Meïr enseigne que, bien que Gn 9,11 stipule clairement que Dieu ne noierait plus jamais le monde avec l'eau, Gn 19,24 démontrait que Dieu pouvait amener un déluge de feu et de soufre, comme Il le fit sur Sodome et Gomorrhe (Tosefta Taanit 2:13.)
La Mishna déduit de l'exemple d'Abimelech et Abraham dans Gn 20,7 que bien que l'offenseur paye une compensation à la victime, l'offense n'est pas pardonnée jusqu'à ce que l'offenseur demande pardon à la victime. Et la Mishna déduit de l'exemple d'Abraham priant pour Abimelech dans Gn 20,17 qu'en de telles circonstances, la victime serait mal élevée de ne pas pardonner à l'offenseur (Mishna Baba Kamma 8:7.) 
La Tosefta va plus loin, déduisant de Gn 20,17 que même si l'offenseur ne cherche pas le pardon de la victime, la victime doit néanmoins chercher grâce pour l'offenseur (Tosefta Baba Kamma 9:29.)
 Dans la Guémara, Raba dérive de Gn 20,17 et 21:1–2 l'enseignement que si l'on a un besoin, mais qu'on prie pour une personne ayant le même besoin, alors Dieu répondra d'abord au besoin de celui qui prie. Raba note qu'Abraham a prié Dieu de guérir Abimelech et sa maison de l'infertilité (Gn 20,17), et qu'immédiatement après, Dieu Se rappela de Sarah, qui conçut (Gn 21,1–2). (Talmud Bavli Baba Kamma 92a.)

## Commandements
La Torah comporte, selon la tradition rabbinique, 613 prescriptions. Différents sages ont tenté d'en établir un relevé dans le texte biblique.
Selon deux de ces computs les plus célèbres, le Sefer Hamitzvot et le Sefer HaHinoukh, la parashat Vayera ne comporte aucun commandement.

## Haftara
La haftara est une portion des livres des Neviim ("Les Prophètes") qui est lue publiquement à la synagogue après la lecture de la Torah. Elle présente généralement un lien thématique avec la parasha qui l'a précédée.
La haftara pour la parashat Vayera est:
- pour les Ashkénazes : 2 Rois 4:1–37
- pour les Sépharades : 4:1–23
- pour les Karaïtes: Isaïe 33:17–35:10

La parasha et la haftara de 2 Rois relatent toutes deux le don divin de fils à des femmes (vénérables) sans enfants. Le représentant de Dieu (un ange dans la parasha, le prophète Élisée dans la haftara) rend visite à une femme sans enfant, dont le foyer accueille le visiteur avec force hospitalité ( ;  ); l'âge de l'époux éveille un doute quant à la capacité du couple à procréer (Gn 18,12;  4,14); Le représentant de Dieu annonce qu'un enfant viendra lors d'une saison déterminée dans l'année à venir (Gn 18,10;  4,16); la femme conçoit et porte un enfant ainsi que le représentant de Dieu l'a annoncé ( ;  4,17); la mort menace l'enfant promis ( ;  ); et le représentant de Dieu intervient pour sauver l'enfant promis ( ;  ).
La haftara d'Isaïe élabore sur le déluge de feu et de soufre qui témoignent de la colère de Dieu.

## Usage dans la liturgie
La parashat Vayera contient la parashat HaAkeda (épisode dit de la ligature d'Isaac), et joue un rôle important dans la liturgie de Rosh Hashana: lors de la lecture publique de la Torah du premier jour de Rosh Hashana, on lit la parasha de la conception de Sarah ( 21) à laquelle on adjoint la lecture de la conception de Hannah (I Samuel 1:1-2:10), à la suite de l'exégèse de Rabbi Eliezer, qui rapporte une analogie entre le pakad (« [Dieu] visita [Sarah] ») de Gn 21,1 et le ki-fakad (« Comme [Dieu] avait visité [Hannah] ») de  2,21, ces visites étant dans les deux cas suivies de la conception chez une femme autrement stérile; Rabbi Eliezer lie en outre ces passages au jour du Nouvel An juif par une analogie entre vayizkereha (« et [Dieu] Se souvint d'elle » -  1,19–20) et zikaron ([jour de] souvenir [de la sonnerie] -- Lv 23,24)
Le second jour de Rosh Hashana, on lit la parashat HaAkeda ( 22), qui se conclut par la mort d'un bélier, raison pour laquelle les cornes de bélier sont utilisées comme chofar. L'épisode est de plus situé par un midrash, à Rosh Hashana.